# Робот (журнал)
«Робот» (Robot) із підзаголовком «Науково-фантастичний журнал» — це науково-фантастичний журнал, заснований у 1976 році Вітторіо Куртоні. Виданий видавництвом «Вірменія» до закриття в 1979 році, він був відновлений у 2003 році, продовжуючи попередню нумерацію, і тепер видається видавництвом Delos Books.

## Історія
Журнал вирізнявся, крім інших видань художньої літератури, простором, присвяченим рубрикам та есе, вони стикалися з цим не лише з літературної точки зору. Якість вибору (головним чином американські, але також європейські та італійські автори) та внутрішні ілюстрації Джузеппе Фестіно також сприяли успіху.
Робот опублікував 27 випусків, пробувши під номером 28/29 (два номери були подвійними), а потім змінив формулу, роблячи кожен випуск зосередженим на тематичній антології під редакцією Джузеппе Ліппі. З випуском 40, що вийшов у 1979 році, журнал припинив видання.  Незабаром після цього Вірменія заснувала новий журнал «Інопланетяни» (Aliens) як ідеального наступника «Робота», але публікація тривала менше року.
У 2003 році за ініціативою Франко Форте та Сільвіо Сосіо видавництво «Солід» повернуло «Робота» до життя через двадцять чотири роки. Вітторіо Куртоні все ще був директором, тоді як Джузеппе Фестіно все ще був креслярем, а серед співавторів були Джузеппе Ліппі, який тим часом став куратором Уранії, і Валеріо Евангелісті. З 2011 року, після смерті Куртоні, куратором став Сільвіо Сосіо.
Після того, як досвід Solid закінчився, Robot вийшов уперед, починаючи з другого випуску нової серії, Delos Books, який видає журнал у ритмі трьох номерів на рік, і в листопаді 2019 року він досяг 88 (48 нова серія). 
Робот виграв премію Італії як найкращий науково-фантастичний журнал у 2005, 2006, 2007, 2010, 2012 та 2014 роках, Prix Europeén de Science Fiction як найкращий європейський науково-фантастичний журнал у 2007 році, а у 2005 Вітторіо Куртоні виграв Гранд Prix de l 'Imaginaire за роботу куратора.
Серед постійних або постійних співробітників Робота Роберто Таддеуччі, Марко Спаньолі, Ріккардо Ансельмі, Ванні Монджіні, Андреа Ярок, Флора Стагліано, Клаудіо Леонарді, Луха Б. Кремо, Алессандро Фамбріні, Паоло Арезі, Емануеле Манко, Джанфранко де Турріс та перекладачі Марко Кроза, Франческо Лато та Елізабетта Верньє.
Серед ініціатив, пов'язаних з журналом, дев'ять «спеціальних» антологій, опублікованих між 1976 і 1979 роками, цикл романів «I Libri di Robot», виданий Вірменією з 1978 по 1979 рік, серія електронних книг «Robotica» та «Robotica.it», що видаються Delos Digital з 2013 року, і премія Robot, також відновлена з новим виданням.

## Примітка
1. 1 2 3  The ISSN portal — Paris: ISSN International Centre, 2005. — ISSN 1974-8205
2. ↑  Collana Robot.

## зовнішні посилання
- Robot (prima serie). 1976-1979.